# Ingrid Olsson (fysiker)
Ingrid Ulrika Olsson, född 25 mars 1927 i Ludvika, död 22 november 2018 i Uppsala, var en svensk geofysiker.
Efter studentexamen i Uppsala 1946 blev Olsson filosofie magister 1951, filosofie licentiat 1957, filosofie doktor 1962 på studien A Study of Some Problems Connected with C14 Dating och docent i isotopgeofysik vid Uppsala universitet samma år samt biträdande professor 1974 vid Naturvetenskapliga forskningsrådet och senare professor i nämnda ämne med särskild tillämpning på kvartär kronologi. 
År 1979 invaldes Ingrid Olsson som korresponderande ledamot av Vitterhetsakademien.
Ingrid Olsson har även författat diktsamlingen Möten (1956).

## Urval av publikationer
Publikationer listade nedan finns publicerade vid Uppsala Universitet.
The importance of knowing the origin of samples in dating. 1993. Olsson, Ingrid U
The varying radiocarbon activity of some recent submerged Estonian plants grown in the early 1990s. 2001. Olsson Ingrid U. Kaup, E
On sources of errors by dating lake sediments, especially indicated by the varying radiocarbon activity of some recent water plants from Estonia. 2002. Olsson, Ingrid U. Kaup, E
Carbon 14, global and regional variations – a comprehensive review and comments on problems and errors in determinations. 2003. Olsson, Ingrid U
Carbon 14, global and regional variations – a comprehensive review and comments on problems and errors in determinations. 2003. Olsson Ingrid U
Obituary: Reidar Nydal (1926-2004) in Radiocarbon, Vol 36, Issue 3, pp ix-xi. 2004. Jungner, Högne. Olsson, Ingrid U. Scott, E. Marian
The Hekla-3 eruption 14C-dated – but why difficult to agree upon a consensus value today?. 2004. Olsson, Ingrid U. Larsen, G. Vilmundardóttir, E G
Comments on Sveinbjörnsdóttir et al (2004) and the settlement of Iceland. 2006. Olsson Ingrid U

### Fotnoter
1. ↑  Dödsannons i Svenska Dagbladet, 9 januari 2019, sid. 23
2. ↑  Olsson, Ingrid Ulrika i Sveriges statskalender 1978
3. ↑  ”Vitterhetsakademin”. http://www.vitterhetsakad.se/ledamoter/svenska_korresponderande_ledamoter. Läst 3 december 2017.
4. ↑  ”Ingrid Olsson”. Arkiverad från originalet den 17 maj 2014. https://web.archive.org/web/20140517132704/http://www.vitterhetsakad.se/ledamoter/matrikel/160?akademi_id=2&ledamots_typ_id=4. Läst 16 maj 2014.
5. ↑  ”Uppsala Universitet Publikationer”. http://uu.diva-portal.org/smash/resultList.jsf?dswid=_e_0NSU&af=%5B%5D&aq=%5B%5B%7B%22personId%22%3A%22authority-person%3A16760%22%7D%5D%5D&aqe=%5B%5D&aq2=%5B%5B%5D%5D&language=sv&query=. Läst 3 december 2017.